# 油仕法
油仕法（あぶらしほう）とは、江戸時代中期以降に江戸幕府によって行われた油の製造・販売に関する統制政策のこと。
代表的なものとして、明和3年（1766年）に実施されて同7年（1770年）に改正された「明和の仕法」と天保3年（1832年）に実施されて同5年（1834年）に改正された「天保の改正仕法」が知られている。

## 経緯
近世初頭において燈油を中心とする油類は生活必需品であったが、幕府の中心である江戸における油の供給は当時油問屋が集まっていた大坂に依存するところが大きかった。このため、江戸時代中期に入ると、江戸への油の安定的な供給を維持するために大坂に油の製造・販売に対する統制を原料である菜種や綿実の段階から図ろうとするようになった。
明和3年（1766年）に実施された「明和の仕法」は大坂周辺（堺・平野・兵庫・灘など）および西国各地の絞油業と油市場を禁じて全ての油の生産・流通を大坂→江戸へと集中させることを意図した。すなわち、「手作手絞」と称された自家製製油以外の絞油業を大坂市中以外では禁止すること、「手作手絞」の余剰であっても全て大坂の油市場に売却し、他所――特に江戸に対する直積は法令で禁止が明文化された（油江戸直積み禁止令）。これに対して大坂周辺の摂津・河内・和泉国内の反発が強く、既に一大市場を形成していた堺・平野・兵庫・灘などの絞油業・油市場を禁じることは現実的に困難であった。
そのため、4年後には明和の仕法の改正が実施され、摂津・河内・和泉に限って既存の在方絞油業・油市場を容認する一方で、大坂の油問屋主導の株仲間に加入させられ（在方株、なお小規模経営の絞油業のために村単位の加入も認められた）、油絞運上（あぶらしめうんじょう）と呼ばれる幕府への冥加金・運上金の納付が命じられた。油江戸直積み禁止令は引き続き行われ、またその他の諸国では引き続き厳しい禁制下に置かれた。だが、原材料である菜種や綿実の不当な廉価による買い上げなどを巡る国訴と呼ばれる大規模訴訟の発生や西国各地で頻発した脱法行為による大坂での油の生産・移入の減少は江戸への油の安定供給に影響を及ぼすことになった（油切れ）。幕府はこれに対して灘・兵庫に限定して一時的に江戸直積を容認（寛政3年（1791年）－文政3年（1820年））したり、無許可地域での摘発を強化したりと対応策を打ったものの、効力は十分ではなく、江戸幕府では勘定方の楢原謙十郎を大坂に派遣して現状調査を行わせた。
楢原の提言を受ける形で天保3年（1832年）に「天保の改正仕法」が実施された。これは大坂を中心とした油の統制を改めて需要地である江戸を中心とした統制に改めた。これまで原材料である菜種や綿実を扱っていた種物問屋は大坂のみで設置を許可されていたが、これが堺・兵庫でも認められた。続いて、「手作手絞」の呼称を廃して西国諸国でも日常品の範疇での油の製造・販売が認められた。また、播磨国でも絞油業が認められ、一部を除いて江戸への直積も認められ、油江戸直積み禁止令は形骸化された。一旦は再禁止された兵庫・灘での江戸での直積が認められた。播磨での絞油業公認で打撃を受ける大坂及びその周辺にある在方の絞油業者が属する株仲間にはその代替として油絞運上が免除された。また、大坂で複数の株仲間に分かれていた油問屋が単独の株仲間に統合され、京口油問屋・江戸口油問屋などの区分も廃された。大坂での油の取引は本町橋詰に新たに設置された油寄所で設置され、従来取引を握っていた油問屋も油寄所に出向いて取引をするようになった。また、江戸の霊岸島にも油寄所が設置され、大坂をはじめ兵庫・灘・播磨（後に堺）からの下り油に加えて文化年間から関東地方でも製造が本格化した江戸地廻り油など、江戸に入ってくる全ての油の入荷を統括することによって、江戸の需要に対応できる油の確保に努めたのである。
その後、2年後の天保5年（1834年）になって天保の改正仕法の改正が実施され、堺でも江戸への直積と独自の油寄所の設置が認められることになった。